# Герман Гайнріх Ґоссен
Герман Гайнріх Ґоссен (нім. Hermann Heinrich Gossen; 7 вересня 1810, Дюрен — 13 лютого 1858, Кельн) — прусський (німецький) економіст. У своїй книжці, опублікованій 1854 року у Брауншвейзі, першим математично обґрунтував основи теорії граничної корисності.
Ґоссен навчався у Бонні, потім працював чиновником у прусській адміністрації до виходу на пенсію у 1847 році. Після цього до смерті займався страхуванням.
Написана тяжкою мовою та перенасичена математичними формулами, що на той час було непопулярною практикою, праця Ґоссена 1854 року не отримала від сучасників гідної уваги. Хоча сам Ґоссен стверджував, що його праці порівнювані за значимістю із інноваціямі Коперника, з ним мало хто згоджувався. До сьогодні збереглося лише декілька примірників його книги.
У 1870-х роках Леон Вальрас, Карл Менгер та Вільям Джевонс перевідкрили теорію граничної корисноті. У ході обговорення того, хто з них трьох сформулював цю теорію першим, колега Джевонса знайшов копію книги Ґоссена.
Дві фундаментальні тези теорії граничної вартості носять назву «законів Ґоссена».

## Праці
- «Розвиток законів суспільного обміну та випливаючих правил людської поведінки» (1854, Брауншвейг; перевидана у 1889 та 1927).